# Füzér (hrad)
Füzér je hrad, nacházející se na katastrálním území stejnojmenné obce v Maďarsku, v župě Borsod-Abaúj-Zemplén nedaleko maďarsko-slovenské hranice. Situován je v nadmořské výšce 552 metrů na hradním bradle ve Slanských vrších (Zemplényi-hegység).

## Dějiny

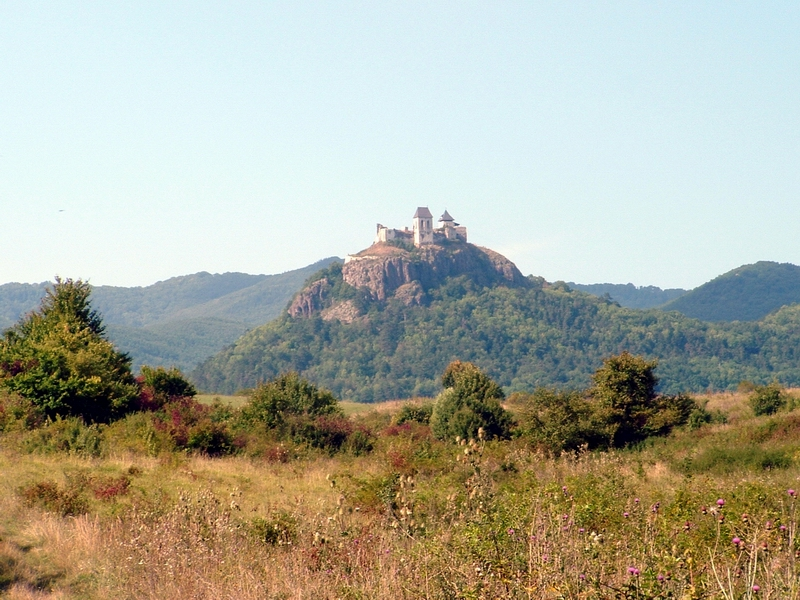
Füzér od jihu

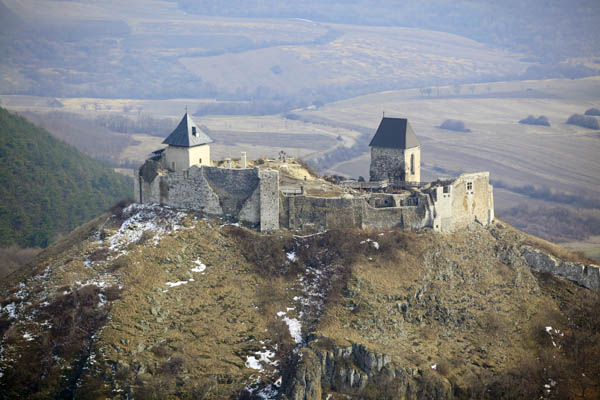
Letecký pohled na hrad

O vzniku hradu a prvních letech jeho existence chybí dostatek informací. První písemná zmínka o něm pochází až z roku 1264, později i z listiny z roku 1270, na základě které lze předpokládat, že hrad byl postaven již před smrtí Ondřeje II. v roce 1235, respektive ještě před rokem 1235 byl součástí královského majetku. Kolem let 1262–1263 daroval Béla IV. Hrad i s okolním panstvím dceři Anně, ale později v roce 1264 jej Belův syn a mladší král Štěpán (V.) Anně odebral. Béla se pokusil hrad od syna znovu získat ozbrojenou akcí a hrad obléhal, ale Štěpánův hradní kapitán Michal Füzér útok odvrátil. V roce 1270, kdy Štěpán V. nastoupil na uherský trůn, daroval hrad Michalovi a Demeterovi z rodu Rosdi.
Po roce 1285 se dostal do vlastnictví Omodeje Aby. Po bitvě u Rozhanovců Karel I. Robert hrad zkonfiskoval a za kapitána hradu jmenoval Filipa Drugeta. Zikmund Lucemburský ho nejprve zastavil a později v roce 1389 daroval synům Petra z Perína.  
Páni z Perína pokračovali během 15. a 16. století ve značných stavebních úpravách hradu, včetně výstavby gotické kaple. V osmdesátých letech 15. století se král Matyáš Korvín dostal do potyčky s pány z Perína a vypudil Štěpána z Perína z hradu. Později hrad daroval palatinovi Imrichovi z Perína. Po roce 1526 (po korunovaci Jana Zápolského na uherského krále) se stal Petr z Perína ochráncem svatoštěpánské koruny. Místo toho, aby byla koruna uložena na obvyklé místo na Visegrádu, nechal ji dopravit na Füzér, kde byla skrývaná nejméně jeden rok. Peter z Perína dokončil výstavbu opevnění hradu. Jeho syn Gabriel nechal posléze vybudovat v šedesátých letech 16. století palácové křídlo v renesančním slohu. 
V roce 1567 získali hrad do vlastnictví Báthoryové. V roce 1603 se prostřednictvím Nádasdyho dostal do rukou Alžběty Báthoryové. Kolem roku 1626 hrad krátce obsadilo vojsko Gabriela Bethlena. V roce 1654 dostal hrad do zástavy Imrich Mosdóši a v roce 1668 se dostal do rukou Františku Bonisovi. Ten se však zapletl do protikrálovského Wesselényiho spiknutí, za což byl popraven. Uherská komora umístila na hrad německou posádku. Košický kapitán Strassoldo nechal hrad vypálit, neboť se Füzér ustavičně stával útočištěm četných povstalců. V následujícím století hrad trpěl povětrnostními vlivy i rozebíráním zdiva okolním obyvatelstvem. V 19. století objevili zříceniny hradu romantičtí malíři, především rakouský umělec Thomas Ender. 
V roce 1977 se začaly na hradě rekonstrukční práce, které ale komplikoval náročný terén. Podařilo se získat archeologické nálezy z 13. století, zakonzervovat hradní zdi, zastřešit hradní palác a gotickou kapli, která je nejhodnotnějším architektonickým objektem hradního areálu. 